# Isabelle Briquet
Pour les articles homonymes, voir Briquet (homonymie).
Isabelle Briquet, née le 4 septembre 1967, est une femme politique française, sénatrice de la Haute-Vienne depuis son élection le 27 septembre 2020.

## Situation personnelle

### Études
Isabelle Briquet a obtenu une Maîtrise de droit à l’université de Limoges.

## Parcours politique

### Élue locale en Haute-Vienne
Isabelle Briquet est maire du Palais-sur-Vienne de 2001 à 2020, et présidente de l'association des maires de la Haute-Vienne de 2014 à 2020.
Elle est conseillère départementale du canton de Limoges-5, de 2015 à 2021, après avoir été conseillère générale de l'ancien canton de Limoges-Le Palais de 2004 à 2015.

### Sénatrice (depuis 2020)
Lors de l'élection sénatoriale de 2020 en Haute-Vienne, Isabelle Briquet est élue Sénatrice avec 479 voix (50.69%).
Elle siège au Groupe socialiste (Sénat). Membre de la commission des finances du Sénat, elle est, depuis 2023, co-rapportrice de la mission Relations avec les collectivités territoriales (RCT).

### Décorations
- Chevalière de la Légion d'honneur en 2017[4].[réf. obsolète]